# Guacá
Guacá es un corregimiento del distrito de David en la provincia de Chiriquí, República de Panamá. Cuenta con una población de 1.891 habitantes (2010).